# Prey (jogo eletrônico de 2017)
Prey é um jogo eletrônico de tiro em primeira pessoa e sobrevivência desenvolvido pela Arkane Studios e publicado pela Bethesda Softworks. Foi lançado mundialmente em 5 de maio de 2017 para Microsoft Windows, PlayStation 4 e Xbox One. A história se passa no futuro em uma história alternativa e acompanha Morgan Yu, um pesquisador na estação espacial Talos 1 que precisa combater os alienígenas hostis Typhoon depois deles escaparem de seu confinamento. O jogador tem a sua disposição várias armas, itens e habilidades que lhe permitem combater os alienígenas e explorar o mundo aberto da estação espacial.
O título não tem relação com o jogo Prey de 2006, desenvolvido pela Human Head Studios, sendo considerado uma reimaginação da propriedade intelectual com uma narrativa totalmente nova. Prey 2, uma sequência do jogo original, começou a ser desenvolvida pela Human Head, porém enfrentou diversas dificuldades depois dos direitos terem sido comprados pela Bethesda em 2011, acabando por ser cancelado em 2014. A Arkane assumiu o projeto, porém não usou nenhum trabalho feito anteriormente, apenas incorporando o nome e a temática geral do protagonista ser perseguido por alienígenas. Este Prey foi desenvolvido como um sucessor espiritual de System Shock, oferecendo ao jogador diversos meios de progredir pelo jogo.